# Juggernaut (Ensi)
Juggernaut è un singolo del rapper italiano Ensi, pubblicato il 26 gennaio 2015 come terzo estratto dal terzo album in studio Rock Steady.

## Video musicale
Il video è stato reso disponibile il 26 gennaio 2015 sul canale YouTube del rapper.